# Kemy Agustien
Kemy Agustien (Willemstad, 20 de agosto de 1986) é um futebolista profissional curaçauense que atua como meia.

## Carreira
Kemy Agustien integrou a Seleção Curaçauense de Futebol na Copa Ouro da CONCACAF de 2017.